# Fredric Kafle
Claes Johan Fredric Kafle, född den 7 april 1819 i Frändefors socken, Älvsborgs län, död den 20 november 1902 i Karlskrona, var en svensk sjömilitär. Han tillhörde adelsätten Kafle.
Kafle blev sekundlöjtnant vid flottan 1841 och premiärlöjtnant 1849. Han var befälhavare på ångfartyg 1852–1855. Kafle befordrades till kaptenlöjtnant 1857, till kapten 1862, till kommendörkapten av andra graden 1866 och av första graden 1870. Han var tygmästare vid flottans station i Karlskrona 1872–1874 och chef för Mindepartementet där 1875–1878. Kafle överflyttades till Flottans permanenta reservstat 1876. Han var kommendant på sjöbefästningarna vid Karlskrona 1883–1889 och befordrades till kommendör 1887. Kafle invaldes som ledamot av Örlogsmannasällskapet 1874. Han blev riddare av Svärdsorden 1868.